# Камбоджи
Не следует путать со страной Камбоджа в Индокитае

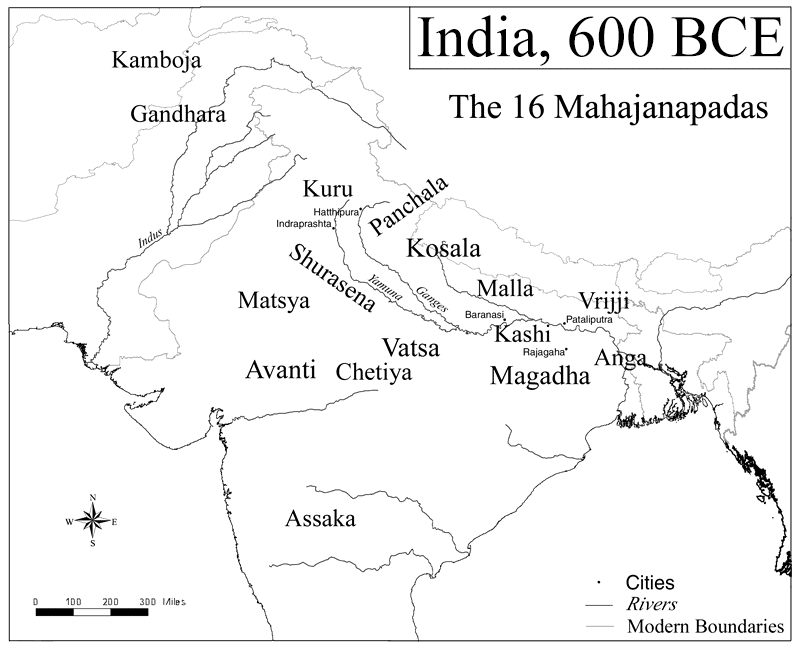
Индия около 600 до н. э. и Махаджанапады

Камбоджи (санскрит: कम्बोज) — кшатрийское древнеиндийское племя, часто упоминаемое в санскритской литературе и литературе пали. Самое раннее упоминание названия «камбоджа» можно встретить в одной из Брахман — «Вамша-брахмане», датируемой учёными VII веком до н. э. Племя и царство камбоджей упоминается в «Махабхарате» и в Ведангах.
Царство камбоджей располагалось на северо-востоке современного Афганистана и граничило с Гандхарой. Одни учёные причисляют древних камбоджей к индоариям или допускают такую возможность, тогда как другие говорят о наличии у них как иранских, так и индийских черт. По мнению большинства современных учёных, камбоджи были древними иранцами и имели общее происхождение с индоскифами. Учёные также описывают камбоджей как царский клан саков и скифов. Во время индоскифского вторжения в Индию, произошедшего в докушанский период, камбоджи начали мигрировать на юг: в Гуджарат, Южную Индию и на Шри-Ланку, а позднее — также и в Бенгалию и Камбоджу. Миграции продолжались в течение почти семи столетий: со II века до н. э. по V век. Потомки камбоджей правили мелкими княжествами в средневековой Индии.
Потомками древних камбоджей принято считать племя камбодж в Пенджабе и некоторые племена в афганской провинции Нуристан.